# Ewa Kiedrowska
Ewa Kiedrowska (ur. 14 lipca 1965) – polska lekkoatletka, (sprinterka), halowa mistrzyni Polski.

## Życiorys
Była zawodniczka Legii Warszawa.
Na mistrzostwach Polski seniorów na otwartym stadionie zdobyła trzy medale, w tym srebro w sztafecie 4 x 100 metrów w 1985, brąz w sztafecie 4 x 100 metrów w 1986, brąz w biegu na 200 metrów w 1986. W 1987 została halową mistrzynią Polski seniorek w biegu na 200 metrów, a w biegu na 60 metrów zdobyła brązowy medal.    
Rekordy życiowe:
- 100 m – 11,62 (27.06.1986)
- 200 m – 24,16 (28.06.1986), w hali na bieżni o obwodzie 250 metrów uzyskała 8.02.1987 czas 23,98.